# Pierre-Jean Beckx

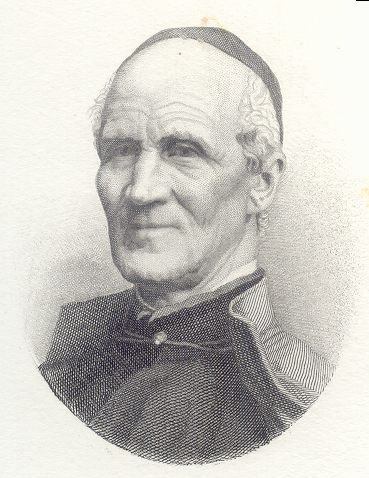
Pierre-Jean Beckx.

Pierre Jean Beckx, född 5 februari 1795 och död 4 mars 1887, var en belgisk jesuitgeneral.
Beckx inträdde 1819 i Hildesheim i jesuitorden, och blev 1825 kaplan hos Ferdinand Fredrik av Anhalt-Köthen, som kort förut blivit romersk katolik. Beckx kom 1830 till Wien och blev 1852 provicial för Österrike, året därpå ordensgeneral. Under de 24 år som Beckx ledde jesuitorden, bildades nya ordensprovinser i Irland, Frankrike, Spanien, Portugal och Amerika, men samtidigt fördrevs jesuiterna från flera länder. År 1883 avsade han sig generalsvärdigheten och dog i Rom. Beckx skrev bland annat uppbyggelseboken Der Monat Maria (1838, utgiven i en mängd upplagor och översättningar).